# Carolina Sánchez (gastrónoma)
Carolina Sánchez (Cuenca, 18 de julio de 1985) es una chef y gastrónoma ecuatoriana ganadora de una estrella Michelín, propietaria del restaurante Íkaro, ubicado en Logroño, capital de la comunidad La Rioja en España.

## Biografía
Desde pequeña tuvo gusto por la cocina, estudió gastronomía en la Universidad de Cuenca, y cursó varios posgrados de gastronomía en Perú y España, actualmente junto con su socio poseen un restaurante en La Rioja.
Su estilo de cocina fusiona la comida española con la ecuatoriana, en cuanto a la comida ecuatoriana ella mencionó: 

"Creo que se tiene que cambiar el chip de los ecuatorianos, que tengan más orgullo de su cocina, que no piensen que lo internacional es lo mejor, sino ser más orgullosos de lo que tenemos en Ecuador"

Ha participado como jurado del programa de televisión MasterChef Ecuador.

## Programas
| Año       | Título                       | Rol                   | Notas                              |
| --------- | ---------------------------- | --------------------- | ---------------------------------- |
| 2020-2021 | MasterChef: Tiempo Extra     | Presentadora y jurado | Reality gastronómico               |
| 2019-2023 | MasterChef (Ecuador)         | Jurado                | Reality gastronómico, 4 temporadas |
| 2023-2023 | MasterChef Celebrity Ecuador | Presentadora y jurado | Reality gastronómico               |